# Markus Deibler
Markus Deibler (* 28. Januar 1990 in Biberach an der Riß) ist ein deutscher Unternehmer und ehemaliger Schwimmer. Er wurde 2014 Kurzbahnweltmeister.

## Werdegang
Markus Deibler legte 2009 sein Abitur am Pestalozzi-Gymnasium Biberach ab und studierte ab Oktober 2010 Wirtschaftsingenieurwesen an der HAW Hamburg. Im Oktober 2009 wechselte er von seinem Heimatverein TG Biberach (Turngemeinde Biberach) zum Hamburger Schwimm-Club. Deiblers Hauptstrecken waren kurze Freistilstrecken und Lagenstrecken. 
Markus Deibler stellte in den Altersklassen 16 bis 18 sieben Jahrgangsrekorde auf, darunter fünf auf den 200-Meter-Lagenstrecken. 2006 gewann er bei den deutschen Juniorenmeisterschaften den Titel über 200 Meter Lagen. Im Jahr darauf holte er den Titel auf der 100-Meter-Strecke sowie über 4 × 100 Meter Freistil bei den Jugendeuropameisterschaften.
Seit 2007 trat er auch erfolgreich im Seniorenbereich an. Bei den deutschen Meisterschaften holte er den Titel über 200 Meter Lagen und wurde Zweiter über 100 Meter Lagen. Zudem wurde er Sieger über 200 Meter Lagen bei den Süddeutschen Meisterschaften und trat erstmals auch bei Europameisterschaften an. Dort gewann er mit der 4-mal-50-Meter-Lagenstaffel Gold. 2008 holte er erneut den Titel über 200 Meter Lagen bei den deutschen Meisterschaften und qualifizierte sich damit ganz knapp für die Olympischen Spiele 2008 in Peking. Dort schied er bereits im Vorlauf aus.
Den nationalen und internationalen Durchbruch schaffte er 2010, als er bei den deutschen Kurzbahnmeisterschaften in Wuppertal überraschend Paul Biedermann über 200 Meter Freistil schlug und kurz darauf bei den Kurzbahneuropameisterschaften in Eindhoven sowohl die 100 als auch die 200 Meter Lagen gewann. Dazu kamen noch die Goldmedaille in der 4-mal-50-Meter-Lagenstaffel und der zweite Platz in der 4-mal-50-Meter-Freistilstaffel. Wenige Wochen später gewann er mit neuem deutschen Rekord die Silbermedaille über 100 Meter Lagen bei den Kurzbahnweltmeisterschaften in Dubai.
Nach mehreren Jahren ohne internationalen Erfolg wurde Deibler im Dezember 2014 bei den Kurzbahnweltmeisterschaften in Doha mit neuem Weltrekord Weltmeister über 100 Meter Lagen in 50,66 s. Es war der erste Schwimmweltrekord eines Deutschen nach dem Verbot der leistungsfördernden Schwimmanzüge fünf Jahre zuvor. Nur neun Tage nach dem Weltrekord verkündete er mit dem Hinweis, er wolle sich anderen Projekten widmen, seinen Rücktritt vom Leistungssport.
2013 eröffnete Deibler eine Eisdiele in Hamburg-St. Pauli; mittlerweile betreibt er unter dem Namen Luciella’s neun Eisläden in Hamburg und einen in Lübeck. 2017 trat er mit seinem Unternehmen bei der Unterhaltungsshow Die Höhle der Löwen auf.

## Erfolge
2006
- 1. Platz Deutsche Jugendmeisterschaften 200 m Lagen
- 1. Platz Deutsche Jahrgangsmeisterschaften 100 m Freistil
- 6. Platz Deutsche Meisterschaften 200 m Lagen
- 10. Platz Deutsche Kurzbahnmeisterschaften 100 m Lagen

2007 Kurzbahn
- 2. Platz Deutsche Meisterschaften 100 m Lagen (DAR 54,23 s)
- 1. Platz Deutsche Meisterschaften 200 m Lagen (DAR 1:57,24 min)
- 1. Platz Süddeutsche Meisterschaften 200 m Lagen
- 5. Platz Deutsche Meisterschaften 200 m Lagen
- 1. Platz Deutsche Juniorenmeisterschaften 100 m Freistil
- 1. Platz Junioreneuropameisterschaften 4 × 100-m-Freistilstaffel

2007 Langbahn
- 1. Platz Europameisterschaften 4 × 50-m-Lagenstaffel

2008 Langbahn
- 1. Platz Deutsche Meisterschaften 200 m Lagen (DAR 2:02,23 min)
- 5. Platz Deutsche Meisterschaften 100 m Freistil (49,43 s)
- 6. Platz Deutsche Meisterschaften 100 m Brust (1:02,26 min)
- 7. Platz Deutsche Meisterschaften 50 m Brust (VL 28,81 s)
- Nominierung für Peking 2008

2008 Kurzbahn
- 1. Platz Deutsche Meisterschaften 200 m Lagen (1:55,69 min)
- 3. Platz Deutsche Meisterschaften 100 m Brust (58,94 s)
- 3. Platz Deutsche Meisterschaften 100 m Lagen (54,22 s)

2009 Langbahn
- 3. Platz Deutsche Meisterschaften 100 m Freistil (49,55 s)

2009 Kurzbahn
- Deutscher Jahrgangsrekord bei den 19-jährigen 100 m Lagen (52,98 s)
- Deutscher Jahrgangsrekord bei den 19-jährigen 100 m Freistil (47,30 s)
- Deutscher Jahrgangsrekord bei den 19-jährigen 200 m Freistil (1:43,90 min)
- 1. Platz Deutsche Meisterschaften 200 m Lagen (1:54,52 min, DR)
- 2. Platz Deutsche Meisterschaften 100 m Lagen (52,54 s, AKR)

2010 Langbahn
- 1. Platz Deutsche Meisterschaften 200 m Lagen (2:00,79 min)
- 3. Platz Deutsche Meisterschaften 100 m Freistil (49,22 s)

2010 Kurzbahn
- 1. Platz Deutsche Meisterschaften 200 m Freistil (1:43,77 min)
- 1. Platz Deutsche Meisterschaften 100 m Lagen (52,50 s)
- 1. Platz Deutsche Meisterschaften 200 m Lagen (1:55,33 min)
- 2. Platz Deutsche Meisterschaften 100 m Brust (59,05 s)
- 1. Platz Europameisterschaften 100 m Lagen (52,13 s)
- 1. Platz Europameisterschaften 200 m Lagen (1:53,25 min)
- 1. Platz Europameisterschaften 4 × 50-m-Lagenstaffel
- 2. Platz Europameisterschaften 4 × 50-m-Freistilstaffel
- 2. Platz Weltmeisterschaften 100 m Lagen (51,69 s, DR)

2011 Langbahn
- 1. Platz Deutsche Meisterschaften 200 m Lagen (1:58,66 min)
- 3. Platz Deutsche Meisterschaften 100 m Freistil (49,11 s)

2014 Kurzbahn
- 1. Platz Weltmeisterschaften 100 m Lagen (50,66 s, WR)

Sonstiges
- 2010 bester Newcomer bei den Kurzbahn-EM in Eindhoven
- 2010 3. Platz bei der Wahl zum Schwimmer des Jahres

## Rekorde
| Deutsche Rekorde (1)     | Deutsche Rekorde (1) | Deutsche Rekorde (1) | Deutsche Rekorde (1) |
| ------------------------ | -------------------- | -------------------- | -------------------- |
| 200 m Lagen (Kurzbahn)   | 1:53,25 min          | 25. November 2010    | Eindhoven            |
| 100 m Lagen (Kurzbahn)   | 50,66 s              | 7. Dezember 2014     | Doha                 |
| (Stand: 20. Januar 2025) |                      |                      |                      |